# The Heart of Paula
The Heart of Paula er en amerikansk stumfilm fra 1916 af William Desmond Taylor og Julia Crawford Ivers.

## Medvirkende
- Lenore Ulric som Paula Figueroa.
- Velma Lefler som Claire Pachmann.
- Jack Livingston som Stephen Pachmann.
- Forrest Stanley som Bruce McLean.
- Howard Davies som Emiliano Pacheco.